# Rue des Pignons
Rue des Pignons est un téléroman québécois en 427 épisodes de 25 minutes en couleurs. Il est réalisé par Louis Bédard et Bruno Paradis et diffusé entre le 6 septembre 1966 et le 30 août 1977, à la Télévision de Radio-Canada.

## Synopsis
L'intrigue se développe autour d’une famille typique d’un quartier ouvrier de Montréal, avec des intrigues et des histoires parallèles concernant les connaissances et amis des membres de la famille et d’autres résidents des environs de la rue des Pignons.

## Fiche technique
- Réalisation : Yvon Trudel, Louis Bédard et Bruno Paradis
- Scénaristes : Louis Morisset et Mia Riddez
- Musique : Pierre Brabant paroles Louis Morisset.
- Société de production : Société Radio-Canada

## Distribution
- Huguette Oligny : Angela Jarry, mère de la famille Jarry
- Roland Chenail : Charles Jarry, père de la famille Jarry
- Bertrand Gagnon : Charles Jarry
- Jean Scheler : Charles Jarry
- Marie-Josée Longchamps : Janine Jarry
- Réjean Lefrançois : Maurice Milot
- Manon Bernard : Colette Jarry
- Rolland Bédard : Anatole Marsouin
- Danielle Roy : Sylvette Marsouin
- Jean Duceppe : Émery Lafeuille
- François Tassé : Philippe Lavergne
- Anne Pauzé : Denise Jarry
- Catherine Ewing : Louise Jarry
- Claude Préfontaine : Luc Marchessault
- Robert Rivard : Hector Milot
- Rolland D'Amour : Flagosse Berrichon
- Hubert Loiselle : Abbé Louis Dorval
- Nicole Leblanc : Fifine Touchette
- Louise Deschâtelets : Doudou Désiré
- Pierre Boucher : Vincent Jalbert
- Diane Arcand : Nadine Lavergne
- Jacques Auger : Jérôme Brissette
- Juliette Béliveau : Bijou Bousquet
- Dominique Briand : Étienne Réchembac
- Yvette Brind'Amour : Esther Réchembac
- Pierre Calvé : Fernand Brissette
- Yvan Canuel : Manius Roy
- Gilles Cloutier : Réal Miron
- Angèle Coutu : Jocelyne Doucet
- Ariane Craig : Geneviève Arial
- Thierry Craig : Thierry Arial
- Bruno Cyr : Avocat
- France Desjarlais : Andrée Pelland-Milot
- Sophie Desjarlais : Sophie Pelland
- Dominique Drouin : Dominique Arial
- Denise Dubreuil : Germaine Lepage
- Pierre Dufresne : Germain Désy
- Edgar Fruitier : Abondius Désiré, père de Doudou Désirée
- Reine France : Inonda Dugas
- Janine Fluet : Céleste Pépin
- Louise Gamache : Annie Jarry
- Pierre Gélinas : Pierrot Labadie
- Antoinette Giroux : grand-maman Therrien
- Germaine Giroux : Lola Lopèze et Sofrida Belhumeur (1966-1975)
- Guy Godin : Gilles Benoît
- Paul Guèvremont : père de Manius Roy
- Andrée Lachapelle : Hélène Arial
- Gilles Latulippe : Conrad Lafeuille
- Line Lamarche : Michèle Jarry
- Francine Landry : Liette Masson
- Jean Lelièvre : Oscar Lépine
- Yves Létourneau : Gilbert Arial
- Louise Marleau : Viviane Réchembac
- Claude Michaud : Jacky Dupuis, 1er époux de Sylvette Marsouin
- Adolphe Mueller : M. Van Hobregel
- Marthe Nadeau : Émilie Lafrenière
- Rose Ouellette : Mme Roy
- Daniel Parent : Olivier Masson
- Mia Riddez : Pauline Lafeuille
- Michel Rivard : Laurent Jarry
- Philippe Robert : Jean-Paul Bérubé, 2e époux de Sylvette Marsouin
- Madeleine Sicotte : Marthe Brissette
- Serge Turgeon : Guillaume Joanet
- Louise Turcot : Josée Brissette
- Suzanne Vertey : Isabelle Benoît
- Suzanne Langlois : Thérèse Lafleur
- Gaétan Labrèche : Christian Daverny-Lafleur
- Yvette Thuot : Eugénie-Jeanne Arel
- Louis Aubert : Clo-clo
- Monique Aubry : Mme Théberge
- Jocelyne Barey : Mimi Jarry
- Renée Barey : Lucie Jarry
- Jacques Brouillet : Branchaud
- Robert Charlebois : Fernand Brissette
- Marthe Choquette : Manon Darcy
- Gilbert Comtois : Clément
- Yves Corbeil : Aurèle Leduc
- Colette Courtois : Adrienne Berthelet
- Rina Cyr : Irène Milot-Berrichon
- Liette Desjardins : Sylvaine Déon
- Pierre Desrochers : Octave Berthelet
- Sébastien Dhavernas : Olivier Masson
- Maryse Dion : Jumelle Jarry
- Élyse Dion : Jumelle Jarry
- Colette Dorsay : Flora Perreault
- Gisèle Dufour : Laura Dumas
- Michel Forget : Lieutenant Germain
- Daniel Gadouas : Ti-bé Constantin
- J. Léo Gagnon : René Girard
- Éric Gaudry : Roland Dubé
- Gaétan Girard : Chauffeur du Dr Groulx
- Marcel Girard : Éric Baxter
- Simon Girard : Simon Arial
- Lisette Guertin : Paulette Dubé
- Juliette Huot : Mme Roberge
- Christian Jutras : Patrick Dupuis
- Karina Larsen : Amélie Jalbert
- Serge Lasalle : jeune du quartier
- Richard Lemieux : Hubert Berrichon
- Yvon Leroux : Jules Boutin
- Jean-Louis Lorain : Mathias Dastice
- Ovila Légaré : M. Lavergne
- Sylvie Léonard : Mimi Jarry
- Michel Léveillée : Benoît Lavergne
- Michèle Magny : Martine Forestier-Lenstrom
- Alain Marchand : Stéphane Dupuis
- Yolande Michot : Gigi
- Thérèse Morange : Julienne Pinsonneault
- Normand Morin : Julien Masson
- Éric Morisset : Stéphane Dupuis-Milot
- Guy Nadon : Simon Durieux
- Gilles Normand : Georges
- Hubert Noël : Abbé Bruneau
- Madeleine Pageau : Mme Barnabé
- Marcelle Pallascio : Emma Berthelet
- Lucille Papineau : Georgette Boutin
- Denise Proulx : Sofrida Belhumeur (1975-1977)
- José Rettino : M. Mondor
- André Richard : Gervais
- Sébastien Richard : Gervais Matton
- Marie-Noëlle Riddez : Fannette Dupuis
- Hugo Robitaille : Kinkin Dupuis
- Anne-Marie Rocher : Ginette Jarry
- Pascal Rollin : Frédéric Barnabé
- Andrée Saint-Laurent : Hélène Constantin
- Don Scanlon : Jan Lenstrom
- Sylvie Sicotte : Lina Désy
- José Vaillancourt : Louis
- Joanne Verne : Douchette Darcy
- Jocelyne Whissell : Ginette Jarry
- Johanne Whissell : Mimi Jarry

## Commentaires
Ce téléroman n’a pas eu la longévité de Les Belles Histoires des pays d'en haut mais a été très populaire. Les amours palpitantes de Maurice Milot (Réjean Lefrançois) et de Janine Jarry (Marie-Josée Longchamps) ont attiré chaque semaine devant le petit écran, toute une génération de Québécois.
Seulement trente-cinq épisodes de cette série ont été conservés dans les archives de Radio-Canada.
Le thème musical de la très populaire sitcom québécoise La Petite Vie, diffusée entre 1993 et 1998 à Radio-Canada, est un pastiche du thème de l'émission Rue des Pignons.[réf. nécessaire]
La Rue des Pignons est en fait la rue Champagne à Montréal.